# بولوي: لن تحلق وحيدا أبدا
بولوي- لن تحلق وحيدًا أبدًا (الآيسلندية: Lói: Þú Flýgur Aldrei Einn) هو فيلم رسوم متحركة الآيسلندية من إخراج أرني أسغيرسون، صدر في عام 2018.

## وصلات خارجية
- بولوي: لن تحلق وحيدا أبدا على موقع IMDb (الإنجليزية)
- بولوي: لن تحلق وحيدا أبدا على موقع ميتاكريتيك (الإنجليزية)
- بولوي: لن تحلق وحيدا أبدا على موقع روتن توميتوز (الإنجليزية)
- بولوي: لن تحلق وحيدا أبدا على موقع قاعدة بيانات الأفلام العربية
- بولوي: لن تحلق وحيدا أبدا على موقع ألو سيني (الفرنسية)
- بولوي: لن تحلق وحيدا أبدا على موقع أول موفي (الإنجليزية)
- بولوي: لن تحلق وحيدا أبدا على موقع فيلمافينيتي (الإسبانية)
- بولوي: لن تحلق وحيدا أبدا على موقع قاعدة بيانات الأفلام السويدية (السويدية)
- بولوي: لن تحلق وحيدا أبدا على موقع قاعدة بيانات الفيلم (الإنجليزية)
- بولوي: لن تحلق وحيدا أبدا على موقع ليتربوكسد (الإنجليزية)